# Rise Bryggeri
Ærø Bryggeri, tidligere kaldt Rise Bryggeri er et mikrobryggeri med café etableret i 2004 i Store Rise på Ærø. Bryggeribygningen er oprindeligt bygget som mejeri i 1880'erne. Bryggeriet ligger ved siden af en vandkilde, som i dag tilhører Rise Vandværk. Vand fra kilden benyttes i produktionen.  
Det oprindelige mejeri blev indviet i 1880. Den 15. april 1884 blev det købt af mejeriets forpagter Axel Westerboe, og i 1887 overtog sognefoged Rasmus Peder Rasmussen sammen med Jens Pedersen Christensen virksomheden med dampkedel og alt tilhørende inventar. 
Brygning af øl begyndte i 1926, og i 1934 begyndte man at producere flødeis. Under anden verdenskrig tørrede man fodersukkerrør, som blev brugt til kaffeerstatning. Dette ophørte i 1947. Da man dyrkede tobak, blev arbejdet med høst og tørring varetaget af bryggerimedarbejderne og bladene tørret på loftet af Rise Bryggeri. Brygning af øl ophørte 1956, og i 1961 stoppede produktionen af is.  
Det nuværende bryggeri har eget tapperi og syv gæringstanke med en kapacitet  på 24.000 liter. Der produceres omkring 4.000 liter øl om ugen. Foruden bryggeriets klassiske Ærø-serie, brygges en serie økologisk øl samt specialøl til større begivenheder. De fleste opskrifter er oprindeligt skabt af brygmester Stig Anker Andersen fra Stonehenge Ales i Netheravon, England. 
Bryggeriet beskæftiger mellem fem og ni personer, direktør er Janni Bidstrup, som også driver Ærø Cigar. John Lemkow, tidligere direktør for Danmark, Norge og Sverige i Scandinavian Tobacco Group A/S, er bestyrelsesformand.

## Historie
- 1880 Rise sogneråd afstod jorden, hvor mejeriet blev bygget.
- 1883 Rise mejeri stod færdigt.
- 1884 Rise mejeri blev ovetaget af Axel Westerboe for kr. 4.500.
- 1905  Rasmus Peder Rasmussen og Jens Pedersen Christensen overtog mejeriet for kr. 17.500.
- 1905 Mejeriet ophørte. Rise Sparekasses kontor flyttede til mejeriets stuehus.
- 1914 Efter 1. verdenskrig overtog familien Rasmussen hele det tidligere mejeri.
- 1926 Anton Marius Rasmussen begyndte med at brygge hvidtøl. Blandt Rise Bryggeris daværende forskellige øl kan nævnes Prima Hvidtøl, Prima Landøl, Husholdningsøl, Jule-øl og Paaske-øl.
- 1934 Anton Marius Rasmussen begyndte at produce flødeis.
- 1940'erne Man dyrkede tobak på sognefogedgården, og arbejdet med høst og tørring blev varetaget af medarbejderne på Rise Bryggeri og bladene tørret på loftet af Rise Bryggeri.
- 1950 begyndte bryggeriet at producere sodavand på flaske med brug af vand fra egen kilde. Der blev fremstillet citronvand, appelsin-squash, grape-tonic og cola.
- 1956 ophørte brygningen, og i 1961 sluttede produktionen af Ærø Fløde Is.
- 1965 Svend Rasmussen overtog bygningerne og oprettede er depot for Eventyr-Is (senere Frisko Is), Alfa Margarine og bryggeriet Ceres (frem til 1989).
- 2003 Svend Rasmussen solgte de tomme bygninger til Christopher Seidenfaden.
- 2004 blev der etableret et nyt aktieselskab med det formål at brygge øl. Selskabet fik over 100 aktionærer med Christopher Seidenfaden i spidsen.